# Карибу Доусона
Северный олень островов королевы Шарлотты, или карибу Доусона (также иногда встречается название канадский олень, латинское название — Rangifer tarandus dawsoni) — вымерший подвид северного оленя, являвшийся эндемиком острова Грейам, одного из самых больших островов архипелага Хайда-Гуаи у тихоокеанского побережья Канады (Британская Колумбия). Это было исключительно растительноядное животное, обитавшее в болотистых областях, пока они не были осушены. Охота на него шла из-за его шкуры и мяса, и вымирание этого представителя оленевых, этим вызванное, пришлось, предположительно, на 1908 год.

## Описание
Сведения об этом подвиде, имеющиеся на сегодняшний день, крайне скудны. В источниках встречаются несовпадения сведений, одни источники могут противоречить другим.
Карибу Доусона, по некоторым данным, имел тёмный, сероватый окрас. В других же источниках пишется, что этот подвид, напротив, имел светлую шерсть. Эти олени обладали невысоким ростом — примерно 1,5 метра от плечевого сустава. К тому же рога у особей этого типа карибу были плохо развиты, у самок их не было вообще.

## Общие сведения
Карибу Доусона обитал в эпоху прошлого в болотистых областях островов архипелага Хайда-гуаи, также известных под названием «Северные острова королевы Шарлотты», по которому этот вымерший подвид и получил своё второе название, причём лишь только на одном из островов этой группы — острове Грейам (также встречается написание о-в Грехема). В то время этот остров населяло индейский народ хайда. Любопытно, что они, будучи коренными жителями тех мест, даже и не подозревали о существовании этих оленей, пока прибывшие туда эмигранты не показали им его. Все дело в том, что эти индейцы никогда не посещали центральные районы острова. У европейцев появилось желание охотиться на них ради их шкур, поскольку шерсть на них была очень длинной, густой и пышной, что помогло бы эмигрантам защищаться от царившего в тех краях холода. Хайда в итоге стали помогать европейцам охотиться на этих животных. Олени были от природы крайне любознательны, поэтому охотникам не составляло труда подманивать их к себе на очень близкое расстояние, удобное для выстрела. Среди других возможных причин вымирания этого подвида выделяют также изменение среды его обитания.

## История подвида
Известно, что некоторые подвиды карибу умеют плавать. На этом основании существует предположение, что карибу Доусона перебрались на остров Грейам с североамериканского материка, однако оно по-прежнему остаётся недоказанным. Тем не менее недавний анализ митохондриальной ДНК показал, что карибу Доусона не имеет генетических различий с материковыми подвидами.
Карибу Доусона получил своё название в честь исследователя Г. М. Доусона, впервые выполнившего описание этого подвида в 1878 году.
К 1908 году этих карибу видели крайне редко, тем не менее были обнаружены три (вероятно, последние) особи этих оленей. По данным некоторых источников, все три особи были убиты, в то время как в других сообщается, что погибли только двое взрослых особей, но детёныши были слишком пугливы, чтобы приближаться к людям. Как бы там ни было, шкуры и кости этих животные были сохранены, и теперь они хранятся в Королевском музее Британской Колумбии, в городе Виктория.
COSEWIC (Committee on the Status of Endangered Wildlife in Canada) выполнил официальную классификацию этого подвида в 2000 году.

## Угрозы для современных подвидов
Род карибу имеет и ныне живущих представителей, но численность многих из них уменьшается. В числе них карибу, являющийся эндемиком островов архипелага Парри, а некоторые виды северного оленя служат пищей жителям отдалённых северных поселений, но исчезновение им не угрожает, и они ежегодно привлекают множество туристов. Тем не менее смотрителям парка необходимо с пристальным вниманием следить за ними с целью уберечь их от участи их вымерших родственников — карибу Доусона.